# Дрімлюга венесуельський
Дрімлюга венесуельський (Setopagis whitelyi) — вид дрімлюгоподібних птахів родини дрімлюгових (Caprimulgidae). Мешкає на Гвіанському нагір'ї.

## Опис
Довжина птаха становить 21-22,5 см, самці важать 30-40 г, самиці 45-48 г. У самців верхня частина тіла чорнувато-коричнева, поцяткована коричневими і сіруватими смужками. Стернові пера темно-коричневі, на 3 центральних парах пер є малопомітні, широкі охристі смуги, на 2 крайніх парах пер є великі білі плями. Крила переважно темно-коричневі з тонкими білими смугами на кінці і білими плямами біля основи крил. Горло і груди темно-коричневі, на горлі біла пляма, груди поцятковані охристими смугами. Живіт, боки, гузка і нижні покривні пера хвоста охристі, поцятковані коричневими смугами. Самиці мають коричневе забарвлення, плями і смуги на крилах у них менші, охристі, плями на хвості менші, білі.

## Поширення і екологія
Венесуельські дрімлюги мешкають в тепуях на північному сході Венесуели, на південному заході Гаяни та на півночі Бразилії (Рорайма). Вони живуть у вологих гірських тропічних лісах, на узліссях і галявинах та у високогірних чагарникових заростях. Зустрічаються на висоті від 1280 до 1800 м над рівнем моря. Ведуть нічний спосіб життя. Живляться комахами, яких ловлять в польоті. Сезон розмноження у Венесуелі триває з березня по квітень. Відкладають яйця просто на голу землю. В кладці 1-2 яйця.